# Rajd Wysp Kanaryjskich 2019

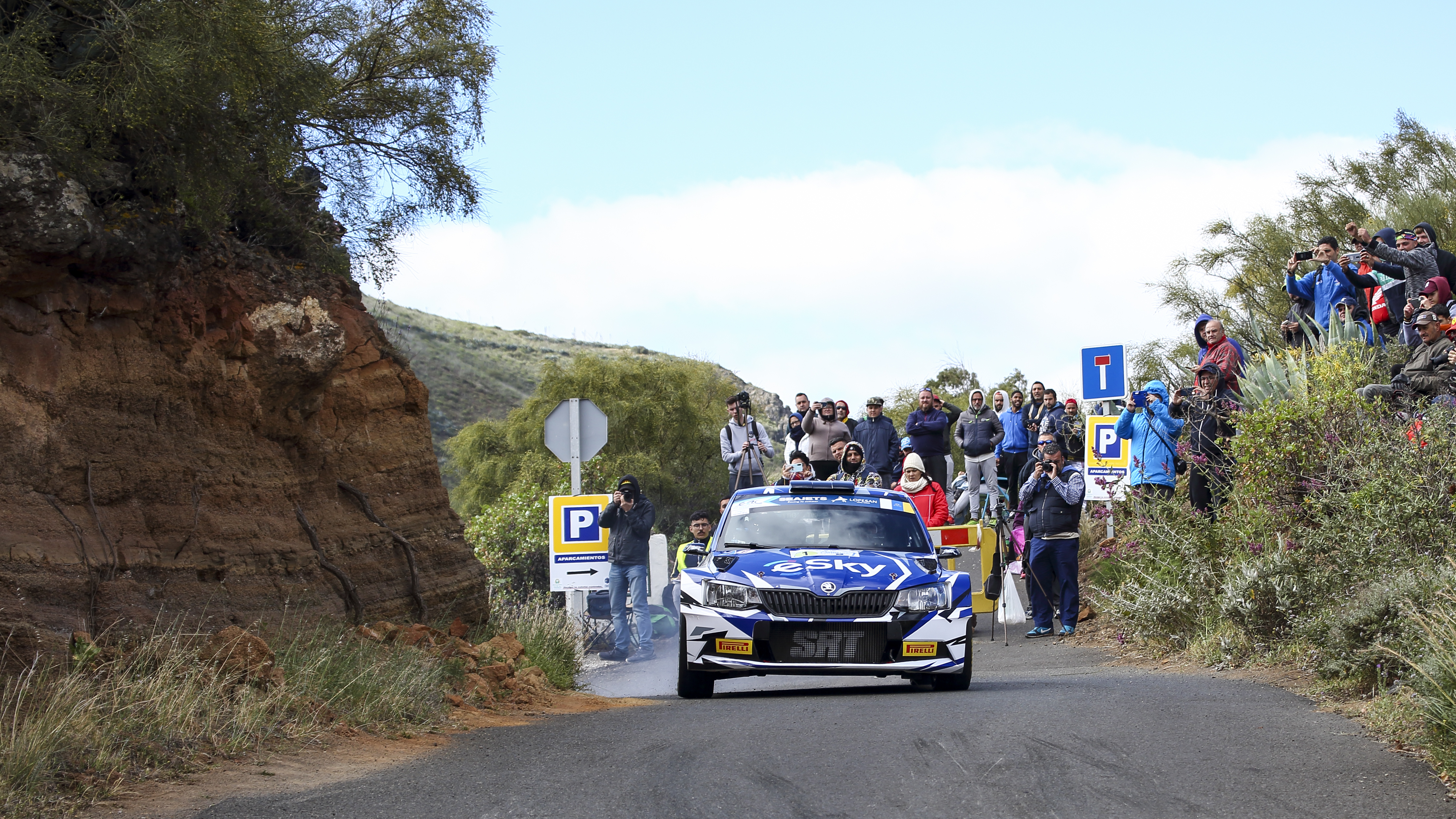
Łukasz Habaj podczas Rajdu Wysp Kanaryjskich 2019 zajął trzecie miejsce

Rajd Wysp Kanaryjskich 2019 (43. Rally Islas Canarias) – 43. Rajd Wysp Kanaryjskich rozgrywany w dniach 2-4 maja 2019 roku na Wyspach Kanaryjskich. Była to druga runda Rajdowych Mistrzostw Europy w roku 2019. Rajd został rozegrany na nawierzchni asfaltowej.
Rajd wygrał Hiszpan Pepe López dla którego była to pierwsza wygrana w mistrzostwach Europy, wyprzedził on Brytyjczyka Chrisa Ingrama (czwarte podium w ERC). Na trzecim miejscu dojechał Polak Łukasz Habaj, który dzięki temu umocnił się na pozycji lidera klasyfikacji sezonu. Habaj tym samym po raz trzeci stanął na podium w rajdach ERC. Rajdu po raz drugi w sezonie mistrzostw europy nie ukończył ubiegłoroczny mistrz Rosjanin Aleksiej Łukjaniuk, który uszkodził swojego Citroena na dziewiątym odcinku i nie przystąpił do dalszej rywalizacji, a który do ósmego OS-u był liderem rajdu. 

## Lista startowa[3]
Poniższa lista startowa obejmuje tylko zawodników startujących i zgłoszonych do rywalizacji w kategorii ERC w najwyższej klasie RC2, samochodami najwyższej klasy mogącymi startować w rajdach ERC - klasy R5.  
| Nr. | Zespół                                | Kierowca                        | Pilot                      | Samochód               |
| --- | ------------------------------------- | ------------------------------- | -------------------------- | ---------------------- |
| 1   | Sports Racing Technologies            | Łukasz Habaj                    | Daniel Dymurski            | Škoda Fabia R5         |
| 2   | Toksport WRT                          | Chris Ingram                    | Ross Whittock              | Škoda Fabia R5         |
| 3   | Peugeot Team Romo                     | Marijan Griebel                 | Stefan Kopczyk             | Škoda Fabia R5         |
| 4   | Saintéloc Junior Team                 | Aleksiej Łukjaniuk              | Aleksiej Arnautow          | Citroën C3 R5          |
| 5   | Toksport WRT                          | Alexandros Tsouloftas           | Antonis Chrysostomou       | Škoda Fabia R5         |
| 6   | ACCR Czech Rally Team I               | Vojtěch Štajf                   | Veronika Havelková         | Škoda Fabia R5         |
| 7   | Palmeirinha Rally                     | Paulo Nobre                     | Gabriel Morales            | Škoda Fabia R5         |
| 8   | Mol Racing Team                       | Norbert Herczig                 | Ramón Ferencz              | Volkswagen Polo GTI R5 |
| 9   | 2C Competition                        | Pierre-Louis Loubet             | Vincent Landais            | Škoda Fabia R5         |
| 10  | Auto-Laca Competicion                 | Luis Monzón                     | José Carlos Déniz          | Ford Fiesta R5         |
| 11  | Iván Ares                             | Iván Ares                       | David Vázquez Liste        | Hyundai i20 R5         |
| 12  | Rally Team Spain                      | José Antonio Suárez             | Alberto Iglesias Pin       | Hyundai i20 R5         |
| 14  | CSM Rallye Team                       | Xavi Pons                       | Rodrigo Sanjuan De Eusebio | Škoda Fabia R5         |
| 15  | Citroën Rally Team                    | Pepe López                      | Borja Rozada               | Citroën C3 R5          |
| 16  | Érdi Team Kft.                        | Tibor Érdi jun.                 | Szabolcs Kovács            | Škoda Fabia R5         |
| 17  | BRR Baumschlager Rallye & Racing Team | Albert von Thurn und Taxis      | Bernhard Ettel             | Škoda Fabia R5         |
| 18  | Printsport Oy                         | Lars Stugemo                    | Kalle Lexe                 | Volkswagen Polo GTI R5 |
| 19  | Niki Mayr-Melnhof                     | Niki Mayr-Melnhof               | Leopold Welsersheimb       | Ford Fiesta R5         |
| 20  | Hyundai Motor España                  | Surhayen Pernía                 | Alba Sánchez González      | Hyundai i20 R5         |
| 21  | C.D. Fuertwagen Motorsport            | Yeray Lemes                     | Ariday Bonilla             | Hyundai i20 R5         |
| 22  | C.D. Fuertwagen Motorsport            | Emma Falcón                     | Eduardo González Delgado   | Citroën C3 R5          |
| 23  | Hyundai Motor España                  | Francisco Antonio López Pacheco | Borja Odriozola            | Hyundai i20 R5         |

## Zwycięzcy odcinków specjalnych
| Dzień | Numer odcinka | Nazwa odcinka                | Długość  | Zwycięzca odcinka              | Samochód                     | Czas    | Lider rajdu        |
| ----- | ------------- | ---------------------------- | -------- | ------------------------------ | ---------------------------- | ------- | ------------------ |
| 3.V   | OS1           | Valsequillo 1                | 10,96 km | Pepe López                     | Citroën C3 R5                | 6:40.1  | Pepe López         |
| 3.V   | OS2           | San Mateo 1                  | 12,01 km | Aleksiej Łukjaniuk             | Citroën C3 R5                | 7:49.4  | Pepe López         |
| 3.V   | OS3           | Tejeda 1                     | 24,10 km | Aleksiej Łukjaniuk             | Citroën C3 R5                | 15:42.6 | Aleksiej Łukjaniuk |
| 3.V   | OS4           | Valsequillo 2                | 10,96 km | Pierre-Louis Loubet Pepe López | Škoda Fabia R5 Citroën C3 R5 | 6:38.5  | Aleksiej Łukjaniuk |
| 3.V   | OS5           | San Mateo 2                  | 12,01 km | Aleksiej Łukjaniuk             | Citroën C3 R5                | 7:47.7  | Aleksiej Łukjaniuk |
| 3.V   | OS6           | Tejeda 2                     | 24,10 km | Aleksiej Łukjaniuk             | Citroën C3 R5                | 15:37.6 | Aleksiej Łukjaniuk |
| 3.V   | OS7           | Las Palmas de Gran Canaria 1 | 1,44 km  | Pepe López                     | Citroën C3 R5                | 1:09.8  | Aleksiej Łukjaniuk |
| 3.V   | OS8           | Las Palmas de Gran Canaria 2 | 1,44 km  | Pepe López                     | Citroën C3 R5                | 1:09.8  | Aleksiej Łukjaniuk |
| 4.V   | OS9           | Arucas 1                     | 7,18 km  | Pepe López                     | Citroën C3 R5                | 3:55.4  | Pepe López         |
| 4.V   | OS10          | Moya 1                       | 15,28 km | Pierre-Louis Loubet            | Škoda Fabia R5               | 9:33.2  | Pepe López         |
| 4.V   | OS11          | Gáldar 1                     | 14,95 km | Pierre-Louis Loubet            | Škoda Fabia R5               | 8:43.2  | Pepe López         |
| 4.V   | OS12          | Valleseco 1                  | 14,57 km | José Antonio Suárez            | Hyundai i20 R5               | 9:25.6  | Pepe López         |
| 4.V   | OS13          | Arucas 2                     | 7,18 km  | Chris Ingram                   | Škoda Fabia R5               | 3:54.5  | Pepe López         |
| 4.V   | OS14          | Moya 2                       | 15,28 km | Chris Ingram                   | Škoda Fabia R5               | 9:29.1  | Pepe López         |
| 4.V   | OS15          | Gáldar 2                     | 14,95 km | Łukasz Habaj                   | Škoda Fabia R5               | 8:39.5  | Pepe López         |
| 4.V   | OS16          | Valleseco 2                  | 14,57 km | Łukasz Habaj                   | Škoda Fabia R5               | 9:20.9  | Pepe López         |

## Wyniki końcowe rajdu[4]
| Miejsce | Kierowca            | Pilot                 | Samochód               | Czas      | Strata  | Pkt ERC |
| ------- | ------------------- | --------------------- | ---------------------- | --------- | ------- | ------- |
| 1       | Pepe López          | Borja Rozada          | Citroën C3 R5          | 2:06:23.9 | -       | 35      |
| 2       | Chris Ingram        | Ross Whittock         | Škoda Fabia R5         | 2:06:52.4 | +28.5   | 29      |
| 3       | Łukasz Habaj        | Daniel Dymurski       | Škoda Fabia R5         | 2:07:03.8 | +39.9   | 23      |
| 4       | Norbert Herczig     | Ramón Ferencz         | Volkswagen Polo GTI R5 | 2:07:16.8 | +52.9   | 17      |
| 5.      | Pierre-Louis Loubet | Vincent Landais       | Škoda Fabia R5         | 2:07:18.5 | +54.6   | 15      |
| 6.      | Iván Ares           | David Vázquez Liste   | Hyundai i20 R5         | 2:07:31.4 | +1:07.5 | 13      |
| 7.      | Surhayen Pernía     | Alba Sánchez González | Hyundai i20 R5         | 2:08:38.3 | +2:14.4 | 6       |
| 8.      | Luis Monzón         | José Carlos Déniz     | Ford Fiesta R5         | 2:08:40.5 | +2:16.6 | 5       |
| 9.      | Enrique Cruz        | Yeray Mújica Eugenio  | Porsche 997 GT3 RS 3.8 | 2:08:59.1 | +2:35.2 | *       |
| 10.     | Marijan Griebel     | Stefan Kopczyk        | Škoda Fabia R5         | 2:09:11.2 | +2:47.3 | 6       |
| 11.     | Niki Mayr-Melnhof   | Leopold Welsersheimb  | Ford Fiesta R5         | 2:09:11.2 | +2:47.3 | 1       |
| ...     | ...                 | ...                   | ...                    | ...       | ...     | ...     |
| NU      | Aleksiej Łukjaniuk  | Aleksiej Arnautow     | Citroën C3 R5          | -         | -       | 7       |

1. ↑  Nieliczony w klasyfikacji ERC

## Wyniki po 2 rundach
Kierowcy
| Msc. | Kierowca        | Punkty |
| ---- | --------------- | ------ |
| 1    | Łukasz Habaj    | 58     |
| 2    | Chris Ingram    | 50     |
| 3    | Pepe López      | 35     |
| 4    | Ricardo Moura   | 28     |
| 5    | Bruno Magalhães | 18     |
| 6    | Marijan Griebel | 18     |